# コモリウオ科
コモリウオ科（学名：Kurtidae）は、スズキ目コモリウオ亜目に所属する魚類の分類群の一つ。コモリウオ属のみ1属2種で構成され、頭部から突き出たフックで卵塊をぶら下げて保護する習性がよく知られている。

## 分布・生態
コモリウオ科はコモリウオ（Kurtus gulliveri）と K. indicus の2種のみを含む小さなグループで、前者はオーストラリア北部・ニューギニア島の淡水・汽水域に、後者はインドからマレーシアにかけての沿岸海域に分布する。
本科の雄は頭部にフック状の構造をもち、卵を引っ掛けるように保持する。これらの独特の繁殖行動に関しては、オハイオ州立大学のティム・ベラによる多くの研究成果がある。しかし、水族館などでの飼育例は少なく、どのように雄の頭部に卵が産みつけられるのか、詳細はほとんど明らかになっていない。

## 形態
コモリウオ科の仲間は左右に平たく、側扁した体型をもつ。体高は高く、いずれの種も背側はこぶのように盛り上がっている。雄の頭部にはフック状の突起が存在し、卵を保護するために使用される。この突起は変形した上後頭骨に由来し、毛細血管の発達した厚い皮膚によって覆われる。口は大きく、斜め上向きにつく。
背鰭は1つで、前方の棘条部は丈が短い。臀鰭は2本の棘条と31-47本の軟条で構成され、尾鰭は大きく二又に分かれる。鱗は小さく円鱗で、側線は短く退化的である。鰾は拡張した肋骨の一部によって覆われる。鰓蓋骨は薄く、前鰓蓋骨には4本のトゲが存在する。

## 分類
コモリウオ科にはNelson（2016）の体系において1属2種が認められている。Nelson（2016）では本科をテンジクダイ科とともにコモリウオ目に含めている。
- コモリウオ属 Kurtus
  - コモリウオ（ナーサリーフィッシュ） Kurtus gulliveri
英名は「Nurseryfish」。オーストラリア北部とニューギニア島に分布し、マングローブ林、河口域および流れの緩やかな濁った河川に生息する[5]。最大で63cmにまで成長し[5]、臀鰭の軟条は44-47本[2]。
  - Kurtus indicus
英名は「Indian hump head」。インドのコロマンデル海岸からボルネオ島までの範囲に分布する[5]。全長は最大で12.6cm程度で[5]、臀鰭の軟条は31-32本[2]。